# مسعود دوغان
مسعود دوغان (بالتركية: Mesut Doğan)‏ هو لاعب كرة قدم تركي، ولد في 4 أكتوبر 1984.

## وصلات خارجية
- مسعود دوغان على موقع اتحاد تركيا (لاعب) (الإنجليزية)
- مسعود دوغان على موقع قاعدة بيانات كرة القدم.إي يو (الإنجليزية)